# 293

293(이백구십삼)은 292보다 크고 294보다 작은 자연수다.

## 수학
- 62번째 소수(素數)다. 앞의 소수는 283, 다음 소수는 307이다.
  - 20번째 소피 제르맹 소수(↔ 587)다. 앞의 소피 제르맹 소수는 281, 다음은 359다.
  - 베르누이 수의 분자 {\displaystyle B_{156}}을 나눌 수 있는 비정규 소수다.
- 피타고라스 삼조의 빗변의 길이이다. ({\displaystyle 68^{2}+285^{2}=293^{2}})[a]
- {\displaystyle 293=2^{2}+17^{2}}
  - 서로 다른 두 소수의 제곱합으로 나타낼 수 있는 수다.
- {\displaystyle 293=4^{2}+9^{2}+14^{2}}
  - 공차가 5인 세 자연수의 제곱합으로 나타낼 수 있는 수다. 이 성질을 지닌 앞의 수는 242, 다음 수는 350이다.

## 과학
- NGC 293(영어판): 고래자리 방향에 있는 막대나선은하.

## 교통
- 고속도로 및 국도
  - 아우토반 293호선(영어판, 독일어판): 독일의 고속도로.
  - 일본 293번 국도(일본어판): 이바라키현 히타치시에서 도치기현 아시카가시까지 이어지는 일본의 국도.
- 기타 도로
  - 현도 제293호선

## 군사
- U-293(영어판): 제2차 세계 대전에 사용된 나치 독일의 군용 잠수함.

## 문화유산
- 대한민국의 국보 제293호: 부여 규암리 금동관음보살입상
- 대한민국의 보물 제293호: 세병관 (해제)[b]
- 대한민국의 사적 제293호: 정읍 전봉준 유적

## 방송
- 지니 TV의 미국 디스커버리 계열 채널인 HGTV 채널 번호.
- B tv의 GOODTV 채널 번호.

## 기타
- 연도: 293년, 기원전 293년